# Iglesia de Las Nieves (Bogotá)
La Parroquia de Nuestra Señora de las Nieves es un templo religioso de culto católico bajo la advocación de Nuestra Señora de las Nieves. Se encuentra en la carrera Séptima con calle Veinte, en el barrio Las Nieves de la localidad de Santa Fe, en el centro de la ciudad de Bogotá, capital de Colombia. Ha sufrido varias reconstrucciones y reformas, siendo su edificio original una de las primeras iglesias de la ciudad.

## Historia
En el solar que tenía a mano derecha del camino a Tunja, del norte o de la sal, Cristóbal Ortiz Bernal, uno de los primeros conquistadores, comenzó a levantar hacia 1568 una ermita, que se ubicó en la carrera Séptima con calle Veinte, es decir en el lugar que ocupa la actual iglesia.
Fue consagrada el 23 de marzo de 1585 por el arzobispo fray Luis Zapata de Cárdenas, que la elevó a parroquia junto al templo de Santa Bárbara, ubicado del otro lado del río San Agustín. El 22 de diciembre de 1594 sufrió un incendio, pero fue reconstruida gracias a las limosnas de los fieles.
En 1643, por iniciativa del nuevo párroco, el bachiller Jacinto Quadrado de Solanilla, se remplazó la construcción existente por un nuevo templo. Se trataba de un edificio más amplio, sólido y con cubierta de teja, levantándose su capilla mayor y la de Chiquinquirá, con lo cual se redujo la calle del Panteón, actual calle 20. En el mismo proceso se fundó la hermandad y la cofradía de Nuestra Señora de Las Nieves, que en 1656 abrió su casa de noviciado en la calle Larga de Las Nieves, que corresponde al sector de la carrera Séptima comprendido entre las calle 18 y la avenida Ciudad de Lima. Sin embargo, debido a cuestiones presupuestales por el bajo volumen de las rentas, a comienzos del siglo XVII el noviciado fue trasladado a la ciudad de Tunja, en Boyacá, y aunque el hospicio también se clausuró, sus dueños los jesuitas lo siguieron empleando hasta 1767, cuando fueron expulsados de los dominios españoles.
El terremoto de 1917 afectó muy seriamente la estructura, que fue derribada en 1922 y fue a su vez reemplazada por la actual iglesia.

## Arquitectura
Su fachada presenta una influencia bizantina en sus torreones, sus motivos geométricos, y las franjas de amarillas y rojas alternadas que adornan su frontispicio. Dicha inspiración se expresa asimismo en el nártex que define el coro o en los capiteles de las columnas. La iglesia mide 64 metros de longitud por 27.50 de ancho. El alto de la nave principal es de 15 metros.
Los planos actuales fueron dibujados por el R.P. Argot, modificándolos luego y desarrollados por el arquitecto Arturo Jaramillo, junto con la fachada, obra original suya en la tercera década del siglo XX.
Empotrados en las naves laterales hay vitrales. La torre norte es más alta (32 m) y alberga una gran ventana rectangular en forma de cruz latina, en cuyo centro se ha instalado un reloj. La torre sur (23 m), por su parte, tiene tres ventanales rectangulares verticales. Ambas estructuras están rematadas por techos cuadrados con cubiertas a cuatro aguas
El altar mayor está adornado con columnas en espiral y el púlpito es de madera hermosamente tallada.
El templo está decorado con varios cuadros coloniales y está catalogado como Bien de Interés Cultural de Conservación Integral.

## Galería

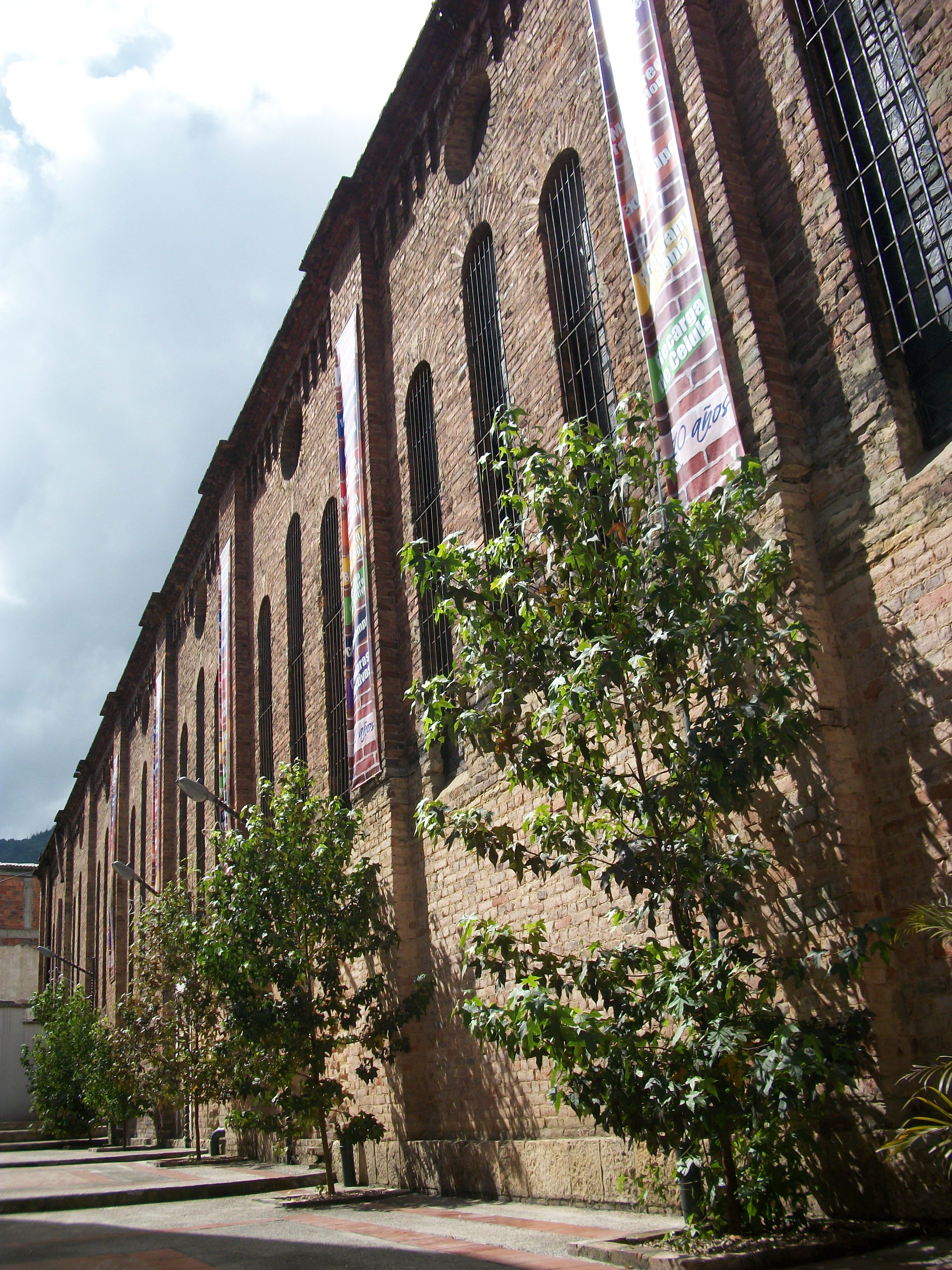
Muro norte
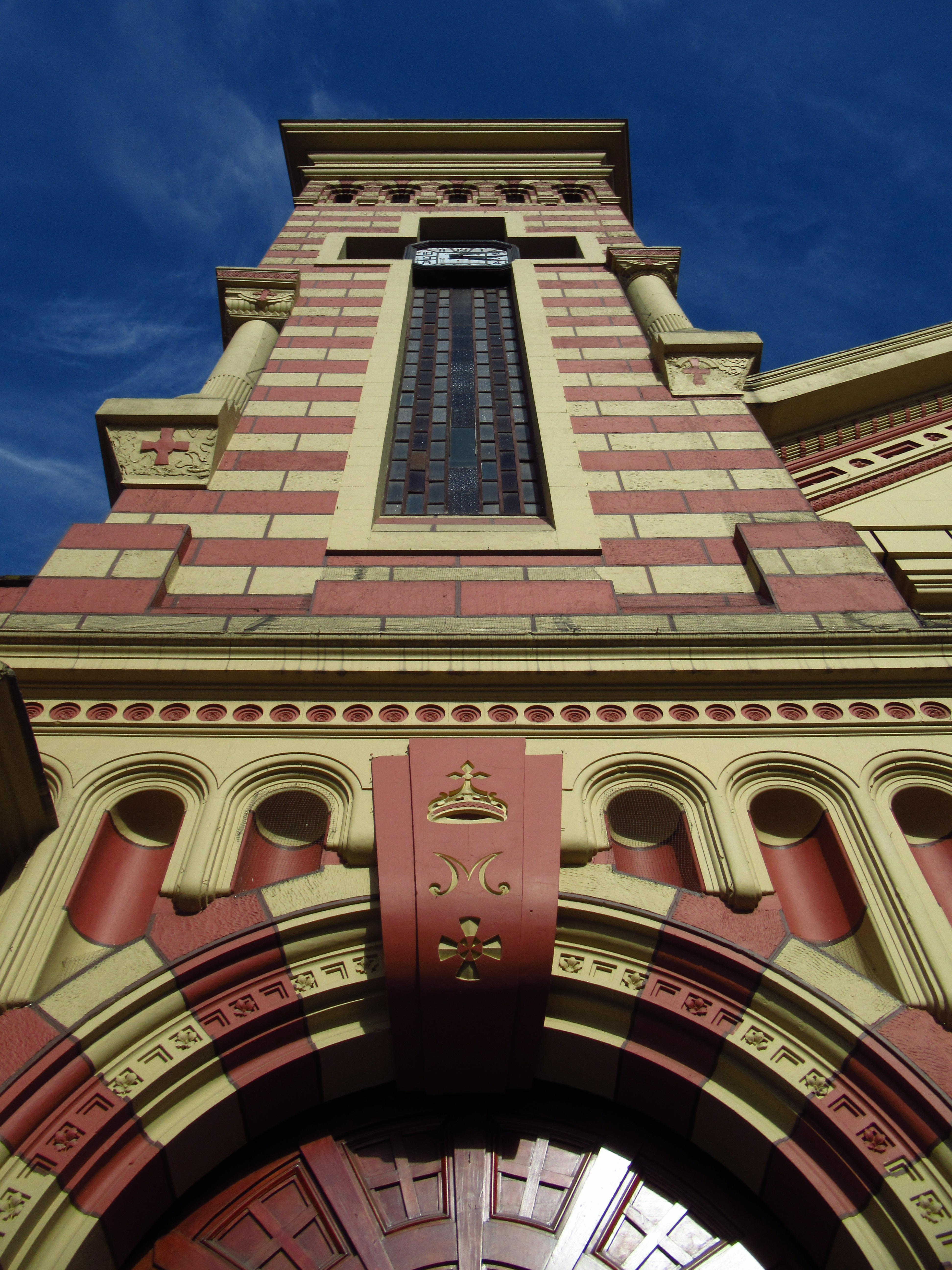
Torre norte
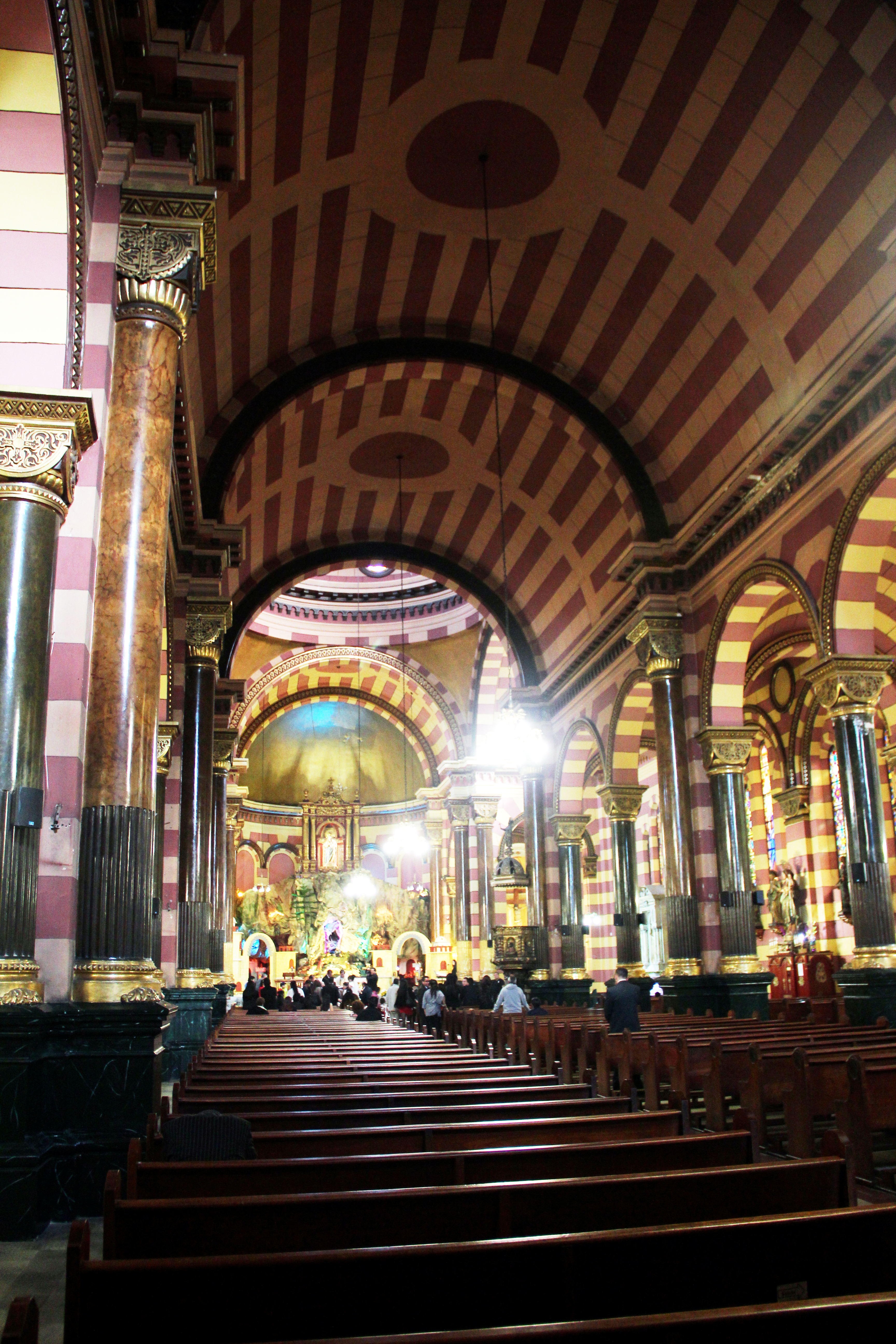
Nave central
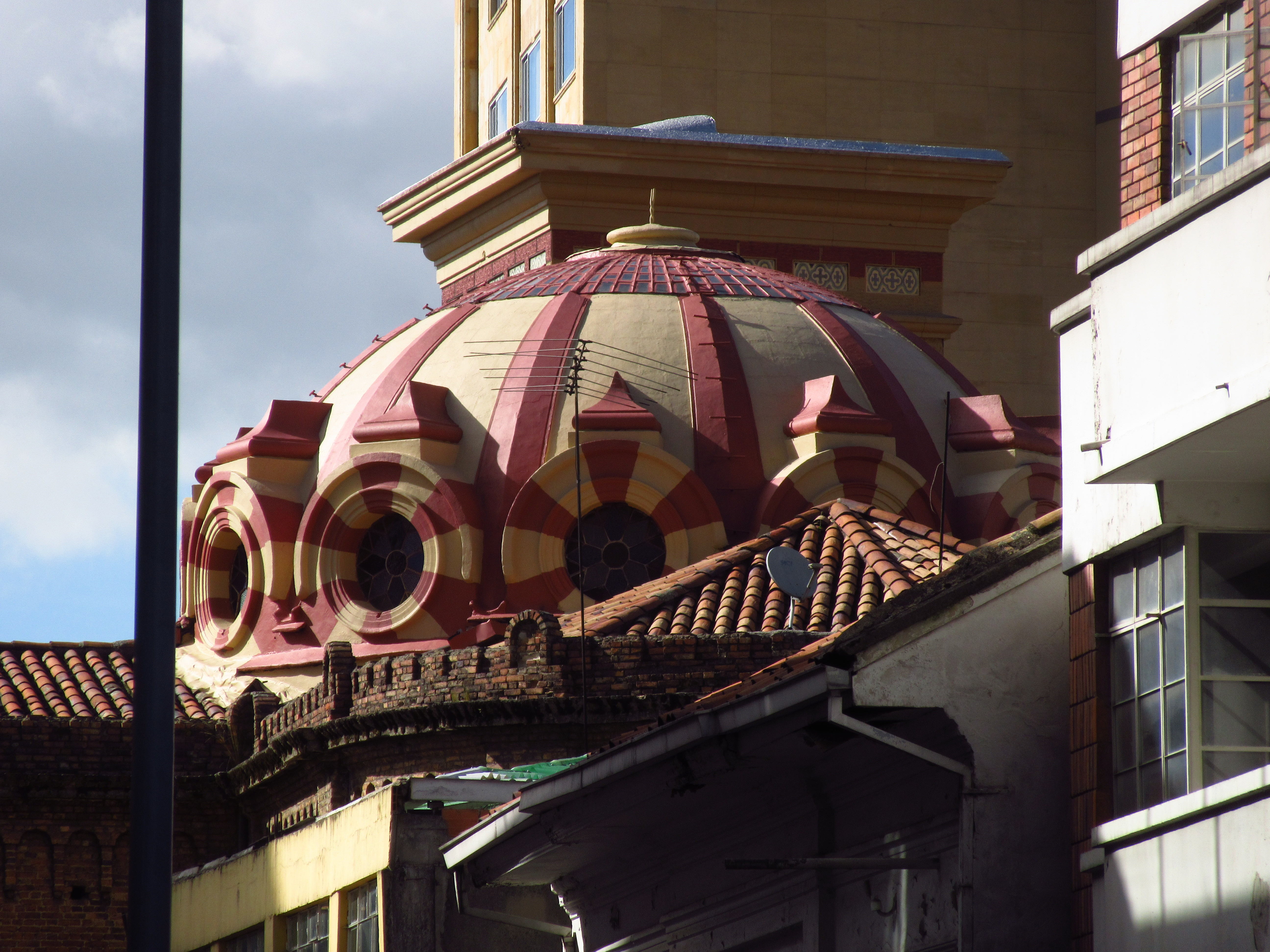
Cúpula
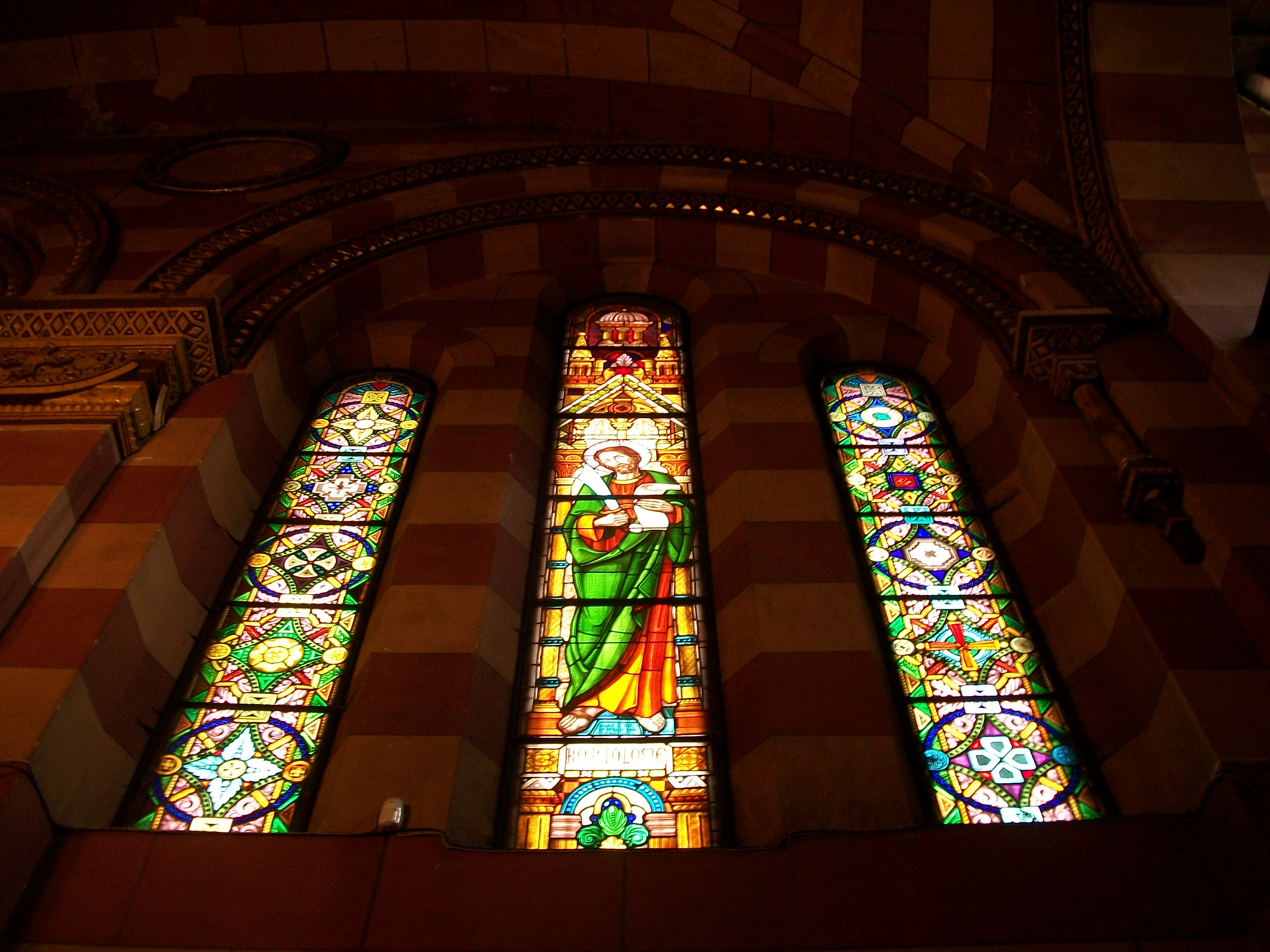
Vitrales del costado sur
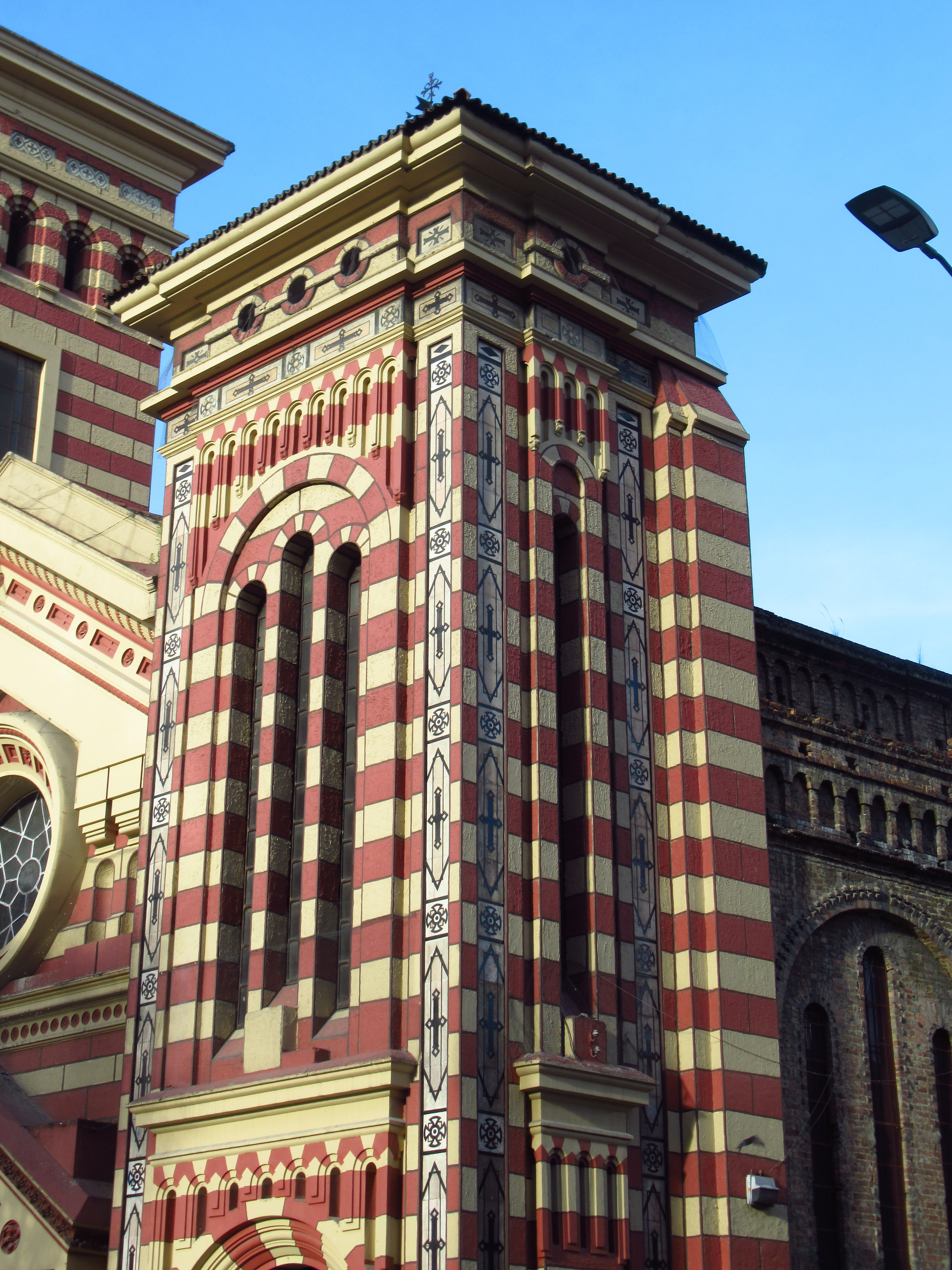
Torre sur
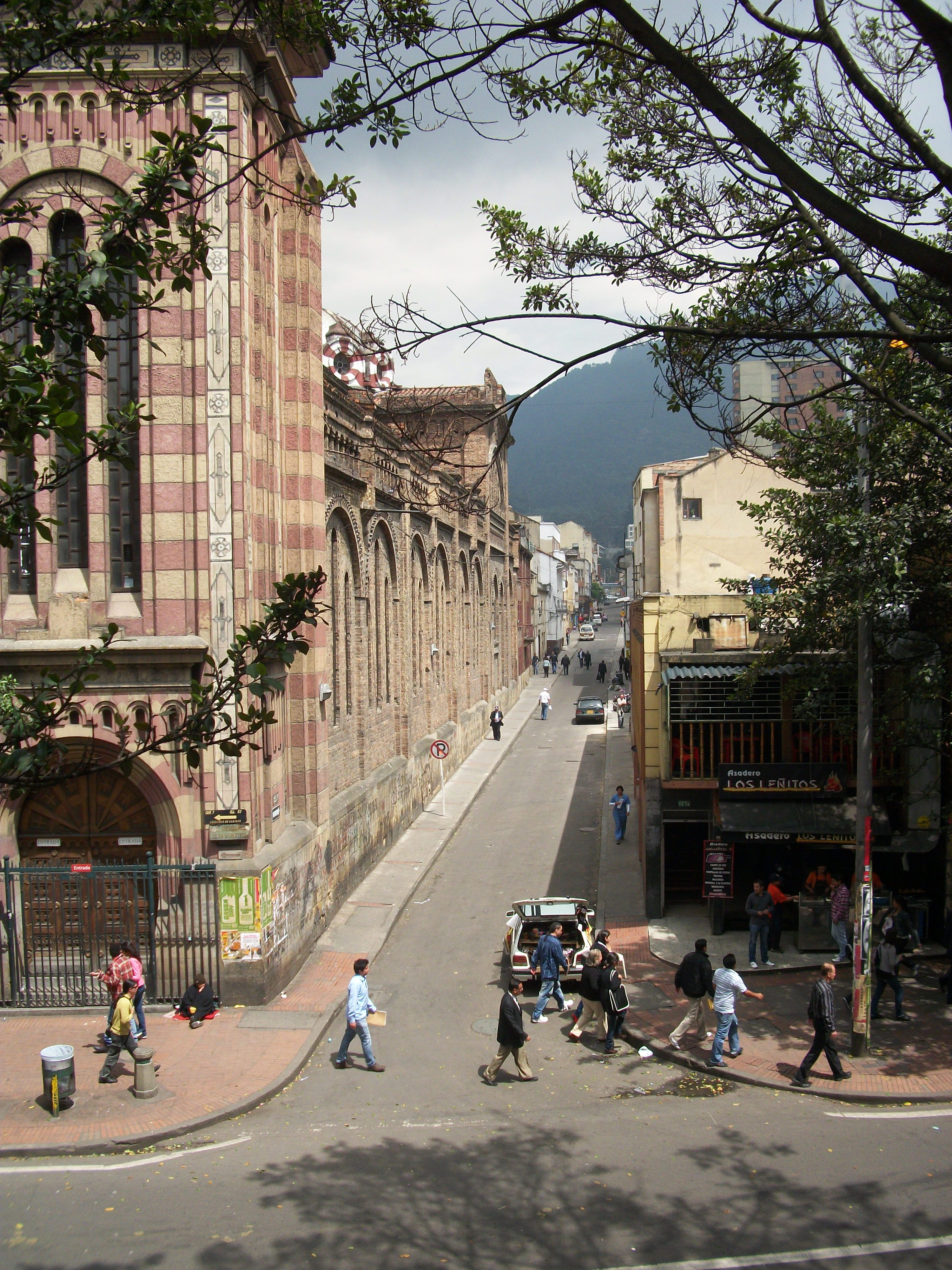
Muro sur, calle 20